# Stefan Jönsson
Bertil Stefan Jönsson, född 3 april 1961 i Ystads församling i Malmöhus län, är en svensk militär.

## Biografi
Jönsson avlade officersexamen vid Krigsskolan 1983 och utnämndes samma år till fänrik vid Skånska luftvärnsregementet, där han 1988 befordrades till kapten. Han befordrades 1992 till major och tjänstgjorde i mitten av 1990-talet vid Roslagens luftvärnskår. Åren 1997–1999 var han chef för Taktikutvecklingsavdelningen vid Luftvärnets stridsskola. Efter att ha befordrats till överstelöjtnant var han 2002–2004 chef för Grundutbildningsbataljonen vid Luftvärnsregementet och 2007–2008 ställföreträdande stabschef vid Insatsledningen i Högkvarteret.
År 2008 befordrades Jönsson till överste, varefter han var chef för Nordic Battle Group Planning Element i Insatsledningen vid Högkvarteret 2008–2011 och avdelningschef vid högkvarteret för Kosovo KS24 i Kosovo Force 2011–2012. Han var chef för Luftvärnsregementet och Halmstads garnison 2012–2016. Sedan den 1 augusti 2016 är han arméattaché och biträdande försvarsattaché vid ambassaden i Washington med sidoackreditering som försvarsattaché vid ambassaden i Ottawa.
Stefan Jönsson invaldes 2014 som ledamot av Kungliga Krigsvetenskapsakademien. Han höll sitt inträdesanförande i akademien den 16 mars 2016 under rubriken ”Luftvärnet – tillbaka till framtiden”.